# Мынбаев, Карим
Кари́м Мынба́ев (1906—1948) — казахский советский учёный-селекционер и педагог, доктор биологических наук (1944), член-корреспондент АН Казахской ССР (1946). Отец дирижёра Тимура Мынбаева.

## Биография
Происходит из подрода тока рода куандык племени аргын.
В 1932 году окончил Среднеазиатский хлопко-ирригационный институт. В 1932 — 1933 годах доцент Казахского сельскохозяйственного института, старший научный сотрудник Алма-Атинской селекционной станции, в 1934 — 1936 годах — директор 2-го каучукового промхоза.
В 1936 — 1939 годах аспирант Всесоюзного института растениеводства в Ленинграде, с 1940 года работал заведующим каучуково-растениеводческого отдела этого института.
В 1942 — 1944 годах заместитель председателя Госплана Казахской ССР, в 1944 — 1948 годах — председатель президиума Казахского филиала ВАСХНИЛ, одновременно — заведующий кафедрой селекции и генетики Казахского сельскохозяйственного института, заведующий кафедрой дарвинизма Казахского государственного университета имени С. М. Кирова.
Член ВКП(б) с 1940 года. Избирался депутатом Верховного Совета Казахской ССР 2-го созыва.
Погиб 30 сентября 1948 года вместе с группой казахстанских учёных в авиакатастрофе. Похоронен в братской могиле вместе с другими жертвами авиакатастрофы на Центральном кладбище Алматы.

## Сочинения
Основные научные исследования Карима Мынбаева посвящены селекции кок-сагыза, зерновых культур. Он является автором 35 научных работ (в том числе двух монографий), среди которых:
- Кок-сагыз. Биологические особенности развития и новые методы селекции, Алма-Ата, 1946.
- Пустыня Бетпак-Дала, Алма-Ата, 1948.
- Пути повышения урожайности сельскохозяйственных культур, Алма-Ата, 1948.

## Память
В честь Мынбаева названа улица в Алма-Ате. В 2006 года в его честь был назван аул Карим Мынбаев (до 2006 года — Ивановка) в Нуринском районе Карагандинской области Казахстана.
В 2024 году его имя присвоили школе-лицею № 59 в городе Астане.